# Kerchak (rapper)
Kerchak, noto anche con lo pseudonimo di Zolal (Soisy-sous-Montmorency, 19 febbraio 2004), è un rapper francese di origini ivoriane.

## Biografia

### Primi anni di vita
È nato il 19 febbraio 2004 a Soisy-sous-Montmorency ed è cresciuto a Bois-Colombes, in una famiglia di origine ivoriana. All'età di 12 anni frequentò un collegio dove iniziò a scrivere i suoi primi testi.

### Carriera

#### Debutto (2017-2021)
insieme a suo cugino Drikce formò nel 2017 il duo Erkos Squaad, successivamente decise di intraprendere una carriera da solista sotto il nome Zolal. Questo nome d'arte, che non è altro che il verlan di “la lose”, deriva da suo fratello che lo chiamava così a causa del suo basso livello di gioco nel videogioco Fifa.
Inizialmente Zolal pubblicò in particolare una serie di video freestyle intitolati Gorilla, con i quali ha guadagnato decine di migliaia di visualizzazioni su YouTube. Ciò gli permise di essere considerato dal sito specializzato rapunchline.fr come uno degli artisti da seguire nel 2020.
Questo soprannome lo seguì fino al 2021. Quell'anno Zola, altro rapper, esplose a livello internazionale. Per distinguersi, Zolal optò per Kerchak, dal nome del capo del clan dei gorilla di Tarzan. “Un personaggio minaccioso, alto e potente”. L'universo di Tarzan fu centrale nell'immaginario di Kerchak sin dall'era Zolal.

#### Fama eConfiance(2022)
Nel febbraio del 2022, Kerchak pubblicò il singolo Sabor, il quale diviene il suo primo grande successo, con due milioni di visualizzazioni su YouTube nel giugno 2022 (più del doppio un anno dopo) e diversi video su TikTok. Grazie al successo sui social la fama di Kerchak incominciò ad aumentare. Qualche mese dopo, ad aprile, firmò con l'etichetta Blue Sky.
Durante l'estate, Kerchak pubblicò alcuni singoli, tra cui Peur in collaborazione con Ziak, successivamente certificato disco d'oro in meno di tre mesi e platino sei mesi dopo. Dopo l'uscita del singolo comunicò la pubblicazione del suo primo mixtape, Confiance, prodotto in tre mesi paralleli ai suoi studi. In tre giorni furono vendute 3.755 copie, due terzi delle quali fisiche. Nella prima settimana raggiunse il traguardo delle 6.000 vendite.
Tra la fine del 2022 e gli inizi del 2023 Kerchak pubblica diversi singoli, come Génération Miracle con Favé e Salement con Alonzo, e apparizioni di successo con altri cantanti, come nel brano No Lèche di Gazo con Leto e Favé e in 7/7 di PLK.

#### En attendant Saison 2eSaison 2(2023-2024)
Senza alcun annuncio, Kerchak ritorna il 24 novembre 2023 con un EP di tre tracce intitolato En attendant Saison 2 (in italiano: Aspettando la seconda stagione). Dal titolo fece intendere che avrebbe di li a poco pubblicato un progetto più ampio denominato Saison 2. I tre pezzi dell'EP prendono i nomi da città: Albufeira (Portogallo), Marrakech (Marocco) e Kamala (Costa d'Avorio).
Il 15 dicembre viene pubblicato il primo estratto, T'aimerais, sempre in collaborazione con Ziak. Quest'ultimo resta nel suo campo, Kerchak invece prova qualcosa di nuovo, molto lontano dal Jersey Club, su un campione di Je te promets di Zaho.

## Influenze
Kerchak è stato influenzato dal rapper Kaaris, in particolare dal suo album Or noir, che ha scoperto a soli nove anni. Durante la sua giovinezza era solito ascoltare anche Kalash Criminel e Bosh.

## Discografia

### Mixtape
- 2022 – Confiance
- 2024 – Saison 2

### EP
- 2023 – En attendant Saison 2